# سقوط بانک سیلیکون ولی

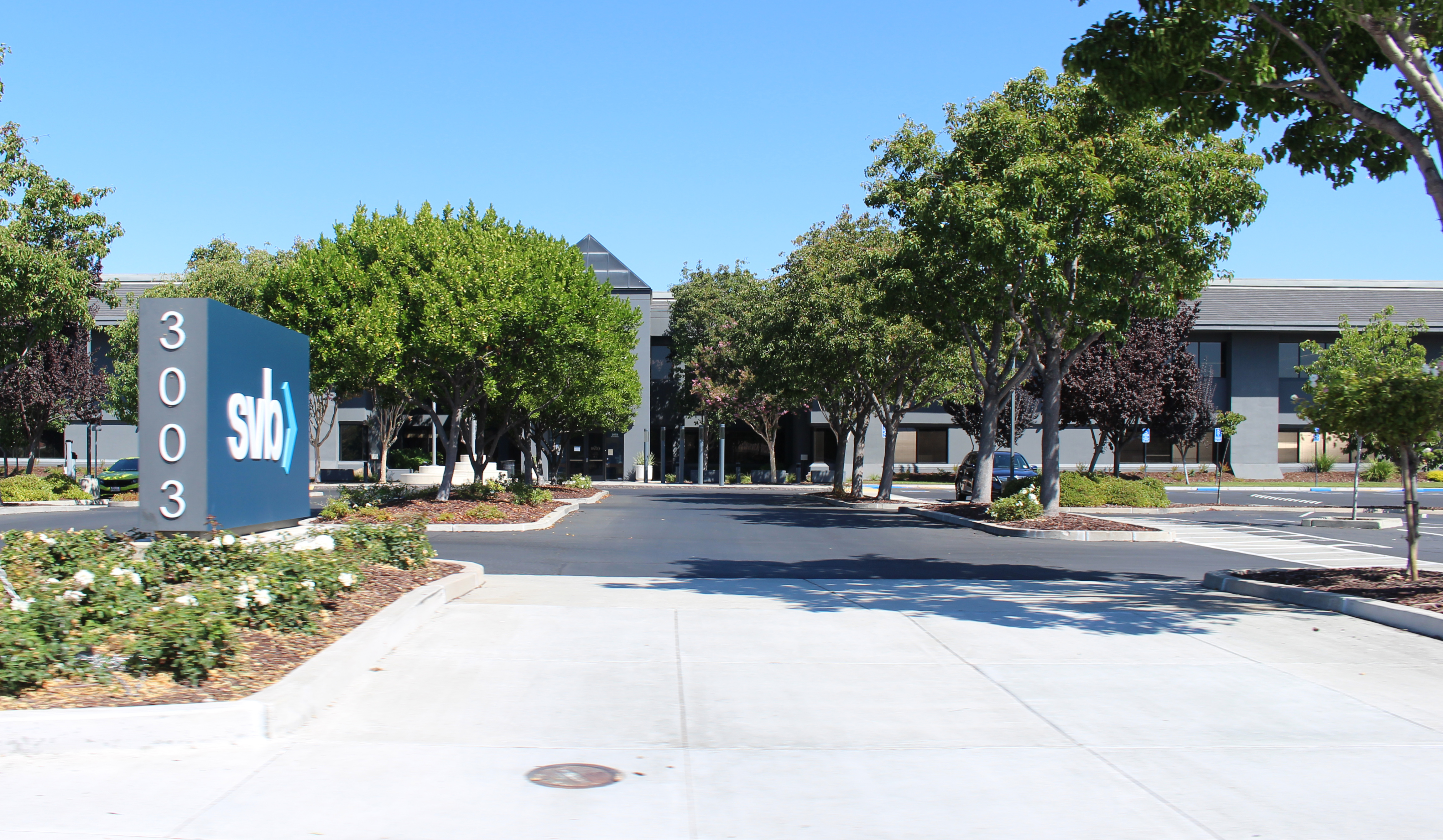
دفتر مرکزی بانک سیلیکون ولی در سانتا کلارا، کالیفرنیا

سقوط بانک سیلیکون ولی (انگلیسی: Collapse of Silicon Valley Bank) یا (SVB) در ۱۰ مارس ۲۰۲۳، پس از یک هجوم بانکی با شکست مواجه شد. این سقوط بزرگ‌ترین ورشکستگی بانکی از زمان بحران مالی سال ۲۰۰۸ و دومین ورشکستگی بزرگ در تاریخ کشور ایالات متحده شد. فروپاشی SVB تأثیر قابل توجهی بر شرکت‌های نوپا داشته‌است و بسیاری از آنها قادر به برداشت پول از حساب بانکی خود نیستند. سایر شرکت‌های بزرگ فناوری، رسانه‌ها و کارخانه‌های شراب سازی نیز تحت تأثیر قرار گرفته‌اند.
در طول دنیاگیری کووید-۱۹، بخش فناوری دوره‌ای از رشد را تجربه کرد. SVB با سرمایه‌گذاری بر افزایش سپرده‌ها در سال ۲۰۲۱، اوراق قرضه بلندمدت خزانه‌داری را خریداری کرد. ارزش بازار فعلی این اوراق با افزایش نرخ بهره توسط فدرال رزرو برای جلوگیری از افزایش تورم سال‌های ۲۰۲۱–۲۰۲۳ کاهش یافت. نرخ‌های بهرهٔ بالاتر همچنین هزینه‌های استقراض را در کل اقتصاد افزایش داد و برخی از مشتریان SVB شروع به برداشت پول برای رفع نیازهای نقدینگی خود کردند. SVB برای گردآوری پول نقد برای پرداخت برداشت‌ها توسط سپرده‌گذاران خود، در ۸ مارس اعلام کرد که بیش از ۲۱ میلیارد دلار از اوراق بهادار خود را فروخته، ۱۵ میلیارد دلار وام گرفته و فروش اضطراری برخی از سهام خزانه خود را برای جذب ۲٫۲۵ میلیارد دلار آمریکا نیز برگزار خواهد کرد. این اعلامیه، همراه با هشدارهای سرمایه‌گذاران برجستهٔ SVB، باعث ایجاد یک هجوم مشتری به بانک و خروج آنها از بانک شد؛ مشتریان مبلغی بالغ بر ۴۲ میلیارد دلار را تا روز بعد از حساب‌های خود برداشت کردند.
در صبح روز ۱۰ مارس ۲۰۲۳، اداره حفاظت مالی و نوآوری کالیفرنیا (DFPI) SVB را توقیف کرد و آن را تحت نظارت شرکت بیمه سپرده فدرال (FDIC) قرار داد. FDIC یک بانک ملی بیمه سپرده به نام «Deposit Insurance National Bank of Santa Clara» تأسیس کرد تا به سپرده‌های بیمه شده خدمات رسانی کند و اعلام کرد که از هفته بعد شروع به پرداخت سود سهام برای سپرده‌های بیمه نشده می‌کند. سود سهام از طریق درآمد حاصل از فروش دارایی‌های SVB تأمین می‌شد. این حدود ۸۹ درصد از ۱۷۲ میلیارد دلار بدهی سپرده بانک بیش از حداکثر بیمه شده توسط FDIC است. دو روز پس از شکست، FDIC اختیارات استثنایی را از خزانه‌داری دریافت کرد و به‌طور مشترک با سایر آژانس‌ها اعلام کرد که همه سپرده‌گذاران صبح روز بعد به وجوه خود دسترسی کامل خواهند داشت. بانک را به عنوان یک بانک پل تازه سازماندهی‌شده به نام Silicon Valley Bank N. A. بازگشایی کرد و جایگزین طرح قبلی برای جلب رضایت سپرده‌گذاران از طریق یک «بانک ملی بیمه سپرده» و سود سهام دریافتی شد.

## پیشینه
SVB یک بانک تجاری بود که در سال ۱۹۸۳ تأسیس شد و دفتر مرکزی آن در سانتا کلارا، کالیفرنیا قرار داشت. تا پیش از سقوط، SVB شانزدهمین بانک بزرگ در ایالات متحده بود و به شدت به سمت ارائهٔ خدمات به شرکت‌ها و افراد در صنعت فناوری گرایش داشت. تقریباً نیمی از شرکت‌های فناوری و بهداشت و درمان با پشتوانهٔ سرمایه خطرپذیر توسط SVB تأمین مالی می‌شدند.[۱۰] شرکت‌هایی مانند Airbnb, Cisco, Fitbit, Pinterest، و Block, Inc. مشتریان این بانک بوده‌اند. SVB علاوه بر تأمین مالی شرکت‌های دارای پشتوانه سرمایه‌گذاری، به‌عنوان منبع بانکداری خصوصی، خطوط اعتباری شخصی، و وام‌های مسکن به کارآفرینان فناوری شناخته شده بود. بانک سیلیکون ولی نیازمند یک رابطه انحصاری با کسانی بود که از بانک وام می‌گرفتند. طبق گفته‌های دپارتمان حفاظت مالی و نوآوری کالیفرنیا، قبل از ۹ مارس ۲۰۲۳، SVB در «وضعیت مالی مناسب» بود، اگرچه تعداد فزاینده‌ای از فروشندگان کوتاه مدت شروع به هدف قرار دادن SVB در اوایل سال کردند. کارکنان پاداش سالانه خود را در ۱۰ مارس ۲۰۲۳، ساعاتی قبل از اینکه دولت کنترل شرکت را در دست بگیرد، دریافت کردند.
در آخرین گزارش تماس بانک، که در ۳۱ دسامبر ۲۰۲۲ ثبت شد، ۲۰۹ میلیارد دلار کل دارایی، با ۱۷۵٫۵ میلیارد دلار در مجموع سپرده‌ها، که بانک تخمین زد ۱۵۱٫۶ میلیارد دلار (۸۶٫۴ درصد) بیمه نشده بود، داشت.

## ورشکستگی

### زیان‌ها
سپرده‌های این بانک از ۶۲ میلیارد دلار در مارس ۲۰۲۰ به ۱۲۴ میلیارد دلار در مارس ۲۰۲۱ افزایش یافت که از تأثیر همه‌گیری COVID-19 بر علم و فناوری بهره‌مند شد. بیشتر این سپرده‌ها در اوراق بلندمدت خزانه‌داری سرمایه‌گذاری شدند، زیرا بانک به دنبال بازگشت سرمایه بالاتری نسبت به اوراق قرضه کوتاه مدت بود. این اوراق قرضه بلندمدت با افزایش نرخ بهره در طول موج تورم ۲۰۲۱–۲۰۲۳ و کاهش جذابیت آنها به عنوان سرمایه‌گذاری، ارزش فعلی بازار را کاهش دادند. در آوریل ۲۰۲۲، مدیر ارشد ریسک SVB از سمت خود کنار رفت و جانشینی تا ژانویه ۲۰۲۳ نامگذاری نشد - دوره‌ای که با دورهٔ افزایش نرخ بهره مصادف شد. در پایان سال ۲۰۲۲، زیان‌های غیرواقعی مشخص شده به بازار برای اوراق بهادار نگهداری شده تا سررسید بیش از ۱۵ میلیارد دلار بود.
در همان زمان، شرکت‌های استارت‌آپ سپرده‌های خود را از بانک برداشتند تا مخارج عملیات خود را تأمین کنند، زیرا تأمین مالی خصوصی سخت‌تر شده بود. بانک برای جمع‌آوری پول نقد مورد نیاز برای تأمین مالی برداشت‌ها، تمام اوراق بهادار موجود برای فروش خود را فروخت و متحمل ضرر ۱٫۸ میلیارد دلاری شد. این بانک به دلیل زمان‌بندی اعلام شکست خود بلافاصله پس از اینکه بانک سیلورگیت؛ که به کاربران ارزهای رمزنگاری‌شده خدمات می‌داد، شروع به تعطیل کردن عملیات خود کرد، مورد انتقاد قرار گرفت.
برخی از کارشناسان امور بانکی می‌گویند که اگر قانون رشد اقتصادی، کمک‌های نظارتی و حمایت از مصرف‌کننده؛ که در سال ۲۰۱۸ تصویب شد و توسط گرگ بکر، مدیر SVB حمایت می‌شد، نبود، این بانک ریسک‌های خود را بهتر مدیریت می‌کرد. تست فشار (سنجش تحمل) تحت قانون اصلاحات داد-فرانک وال استریت و حمایت از مصرف‌کننده برای بانک‌هایی با دارایی کمتر از ۲۵۰ میلیارد دلار اجرا شد.